# Spilococcus vashlovanicus
Spilococcus vashlovanicus är en insektsart som beskrevs av Danzig 1998. Spilococcus vashlovanicus ingår i släktet Spilococcus och familjen ullsköldlöss. Inga underarter finns listade i Catalogue of Life.